# James Henry Govier
James Henry Govier   (Oakley, 1 d'agost de 1910 - 21 de desembre de 1974) va ser un pintor, dibuixant i gravador britànic.
Visqué a Gorseinon (Gal·les) entre 1914 i 1945. Estudià a la famosa "Swansea Art School" amb William Grant Murray, i fou amic d'Alfred Janes, Ceri Richards, Evan Walters, Kenneth Hancock, Dylan Thomas, Gwillym Thomas i Augustus John. Es conserven mostres de la seva obra en el Museu Nacional de Cardiff, a la Biblioteca Nacional, a la Swansea Art Gallery, la Glynn Vivian Art Gallery, la National Portrait Gallery, el Museu Britànic, el Museu Victoria i Albert, el Museu Asmolean d'Oxford, el Museu comtal del Buckinghamshire d'Aylesbury, el Museu del Castell de Norfolk i el museu de la Christchurch Mansion d'Ipswich a Suffolk.
Del 1935 al 1942, Govier estudià al "Royal College of Art" sota la tutoria de Malcolm Osborne i Robert Austin. L'any 1939 esdevingué professor de pràctiques de dibuix al College, abans d'enllistar-se als Enginyers Reials. Transferit a la Royal Air Force, treballà en dissenys pels aterratges del desembarcament de Normandia i per als bombardeigs d'embassaments alemanys. Desmobilitzat el 1945 tornà al seu Buckinghamshire nadiu on feu diverses exposicions. Dos anys més tard, marxà a viure a Suffolk com a professor d'art a l'Eye Grammar Shool, feina que exercí fins que aquesta plegà el 1965. Seguidament passà a ser professor d'art a la Diss Grammar School de Norfolk de 1965 a 1972, tasca que compaginà amb l'exercici de la pintura. Visqué amb la seva família a Hoxne (Suffolk), i hi fou enterrat en l'església el 1974.